# کلوفان

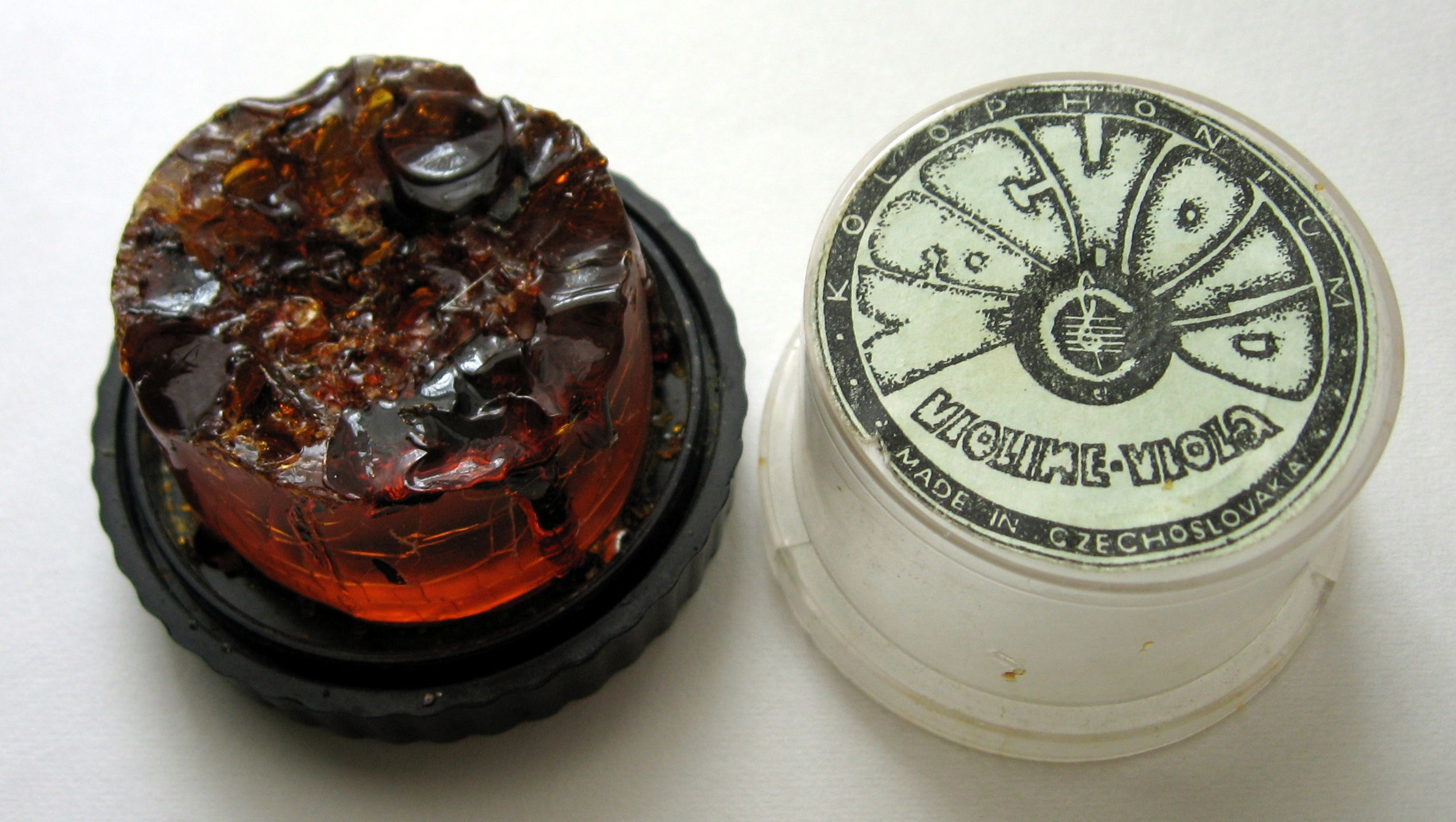
کالیفون در آرشه ویلن و لحیم‌کاری هم کاربرد دارد.

کالیفون یا کلافون (انگلیسی: colophony، فرانسوی: Colophane) یا رُزین (Rosin)، اَنگُم سخت و شکننده و زردرنگی است که در ساختن صابون و لاک و الکل و جوهر و غیره کاربرد دارد و آن را به آرشه ویولن یا کف دست آکروبات‌ها هم می‌مالند.
کالیفون رِزینی است که از پس‌ماندهٔ تقطیر تربانتین تصفیه‌نشده مغز چوب درختان کاج، شیر کنده و ریشه درخت به‌دست می‌آید.
این صمغ را در حالت مایع حرارت می‌دهند تا برخی از اجزای ان بخار شود (جدا شود) سپس در قالب‌های مخصوص ریخته صبر می‌کنند تا سرد و جامد شود. کلوفان نسبتاً شفاف است و رنگ آن از زرد تا سیاه متغیر است. در دمای اتاق کلوفان معمولاً جامد و شکننده است اما در دماهای بالا (دمای ذوب متفاوت است معمولاً بین ۱۰۰ تا ۱۲۰ درجه سانتیگراد) ذوب می‌شود. کالیفون همچنین بسیار قابل اشتعال است و و هنگام سوختن دود سیاهی می‌کند و می‌سوزد بنابراین هنگام ذوب کالیفون باید بسیار دقت کرد. کالیفون در موادی مانند الکل اتر بنزن قابل حل است.

## کاربردها
کالیفون‌ها یکی از قدیمی‌ترین موادی هستندکه به‌عنوان چسبناک‌کننده در کاربردهای چسب مصرف می‌گردند. در حقیقت گاهی در داستان‌های دریانوردی از کلوفان‌ها یاد می‌شود چون در قرن نوزدهم در تعمیر کشتی‌های چوبی توسط ملوانان مورد استفاده قرار می گرفتند.
امروزه کالیفون‌ها در تمام انواع چسب‌ها به‌عنوان چسبناک‌کننده مصرف می شوند، بنابراین در کاربردهای گرم مثل مذاب‌های داغ، بخاطر دارا بودن مواضع غیراشباع به راحتی اکسیده می شوند و این جزء معایب آن ها به شمار می‌آید. برای کمک به حل این مسئله آن‌ها را هیدروژنه می‌کنند تا پایداری حرارتی بهبود یابد. از کالیفون و برخی مواد تشکیل دهنده ان در ساخت صابون انواع واکس‌ها براق کننده‌ها چسب‌ها، آهارزنی کاغذ جوهرهای چاپ و.... استفاده می‌شود.